# Stefan Dolanowicz
Stefan Dolanowicz (ur. 4 grudnia 1887 w Sanoku, zm. 2 maja 1957 w Gliwicach) – polski pracownik i działacz kolejowy, polityk, poseł na Sejm I i II kadencji w II RP.

## Życiorys
Urodził się w Sanoku jako syn Franciszka i Emilii, z domu Rudnik. Ukończył gimnazjum w Przemyślu, po czym został urzędnikiem kolejowym we Lwowie. W swoim środowisku zawodowym udzielał się w zakresie społeczno-oświatowym. Podczas I wojny światowej w latach 1914-1918 służył w ramach Armii Austro-Węgier. Brał udział w walkach na froncie włoskim. Po zakończeniu wojny wraz z wojskami polskimi służył w obronie Lwowa 1918–1919 w trakcie wojny polsko-ukraińskiej. Został działaczem Zjednoczenia Kolejowców Polskich, w tym pełnił funkcję prezesa Zarządu Okręgowego we Lwowie, a od 1929 członka Zarządu Głównego. Po tym jak Ministerstwo Kolei skierowało go na urlop, został wybrany posłem Sejmu RP I kadencji (1922-1927) w okręgu wyborczym nr 55 Złoczów. W tym czasie pracował w Komisji Komunikacyjnej. Był członkiem klubu Chrześcijańsko-Narodowego Stronnictwa Pracy. W marcu 1925 został wybrany przez Izbę Skarbową we Lwowie do Komisji dla zbadania sposobu wymiaru i ściągania podatków. W następnych wyborach do Sejmu RP uzyskał reelekcję i był posłem II kadencji. Politycznie był związany z chadecją.
W 1950 odnotowany w WUSW w Katowicach. Zmarł 2 maja 1957 i został pochowany na Cmentarzu Lipowym w Gliwicach. Jego żoną była Waleria (1899-1982).